# Chuva de Arroz
"Chuva de Arroz" é uma canção do cantor e compositor brasileiro Luan Santana, composta pelo mesmo em parceria de Dudu Borges. Foi lançada em 21 de outubro de 2015 como terceiro single do seu quarto álbum ao vivo intitulado Acústico.

## Apresentações ao vivo
No dia 25 de outubro de 2015 o cantor apresentou a canção no programa televisivo Caldeirão do Huck da Rede Globo, na apresentação Luan apareceu de surpresa no casamento de uma fã que enviou uma carta para o programa.

## Lista de faixas
| Download digital |                  |         |  |
| N.º              | Título           | Duração |  |
| 1.               | "Chuva de Arroz" | 3:06    |  |